# مرکز علوم دریایی
مرکز علوم دریایی شهرستان ولوسیا (به انگلیسی: Marine Science Center) یک موزه علوم دریایی و تاریخ طبیعی در پونس اینلت، شهرستان ولوزیا، فلوریدا است.
نمایشگاه‌های موزه شامل جمجمه نهنگ گوژپشت، لاک‌پشت‌های آب شیرین، منطقه بازپروری لاک‌پشت، آکواریوم صخره‌های مصنوعی شش‌ضلعی ۵۰۰۰ گالنی و استخر لمسی با سفره‌ماهی بینی‌گاوی و لقمه‌ماهی است.